# Amgun
Amgun (tiếng Nga: Амгу́нь) là một sông tại Khabarovsk, Nga chảy theo hướng đông bắc và hợp vào sông Amur từ phía tả gần cửa sông. Sông Amgun có chiều dài 723 km và diện tích lưu vực là 55.500 km². Amgun tạo thành do sự hợp lưu của sông Ayakit và sông Suduk. Chi lưu chính của sông Amgun là sông Nimelen. Amgun có rất nhiều cá, như cá hồi Siberi, cá hồi lưng gù, cá tầm, cá chép. Đường sắt Baikal Amur đi qua thung lũng sông Amgun từ đường hầm Dusse-Alin Tunnel]] và theo sông chạy 180 km về phía đông bắc đến Berezovyy, tại đây tuyến đường chuyển hướng đông nam đến Komsomolsk.
Sông Amgun còn được gọi là Hưng Cổn hà (興衮河) trong tiếng Trung. Ở cửa sông có làng Tyr, có một pháo đài của Trung Quốc vào thời nhà Minh và nhà Thanh.